# 사이토 도시야
사이토 도시야(일본어: 西藤 俊哉, さいとう としや, 1997년 5월 29일~)는 일본의 펜싱 선수로 주 종목은 플뢰레이다. 2020년 하계 올림픽에 참가했으며, 2017년 세계 선수권 대회 플뢰레 개인전 준우승을 차지했다.